# بانک تسویه‌کننده

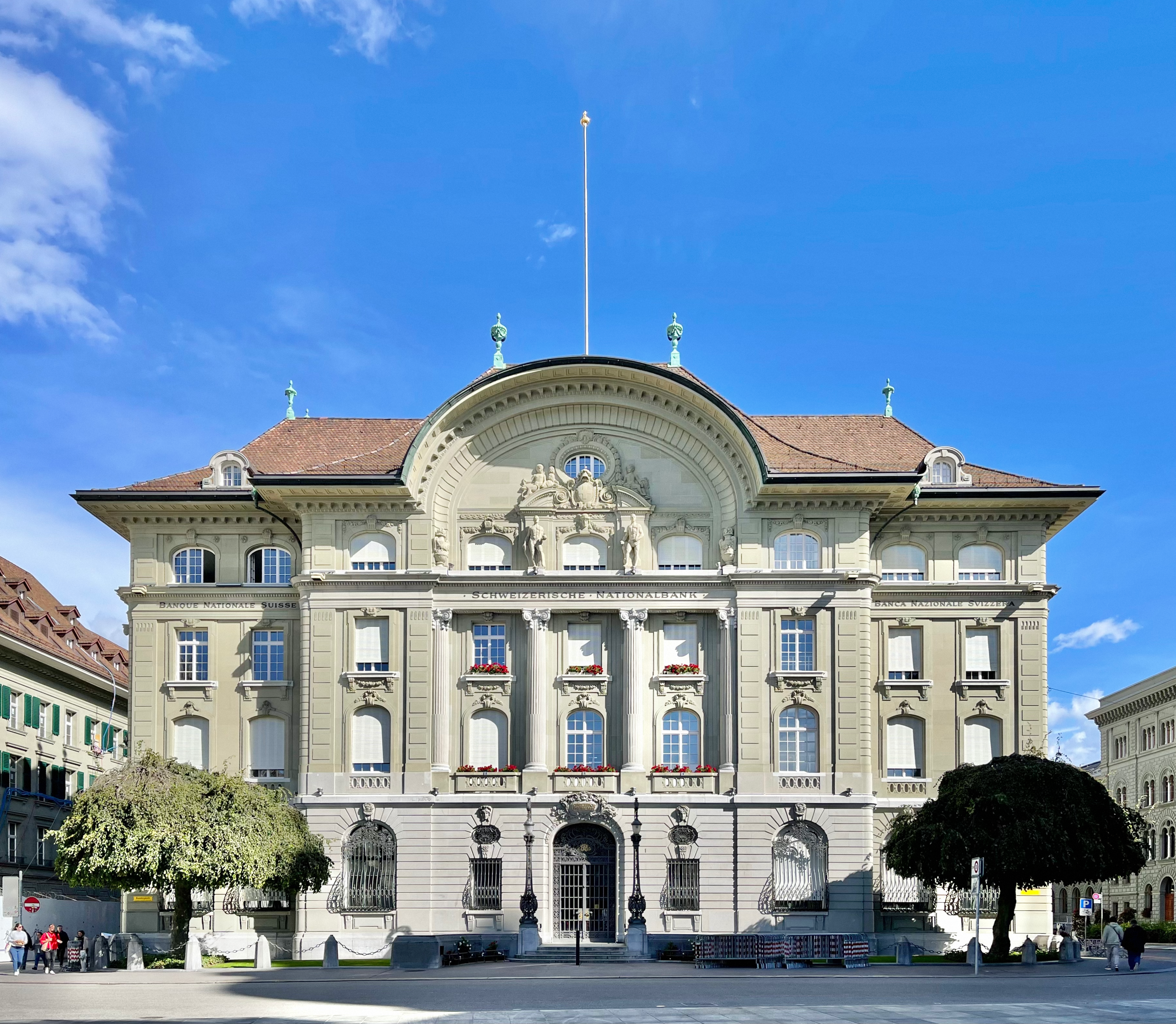
یک نمونه بانک تسویه‌کننده اروپا

بانک تسویه‌کننده (به انگلیسی: Bad Bank به معنی لغوی «بانک بد»، «بانک شرور»)
نام تلویحی بانکی است که به‌طور غیرمستقیم در خدمت رفاه کلی جامعه و متعلق به دولت بوده و وظیفه اش رتق و فتق و جمع‌آوری دارایی های بد یا «زباله»‌های اقتصادی با احتمال نقد شوندگی پایین یا «روی دست مانده» بانک‌های رسمی و از نظر اقتصادی درمانده در بازار است. این‌گونه اصطلاحات در نگاه اول مضحک و غیرعلمی در علم و اخبار اقتصادی ملت های انگلیسی زبان، به خصوص در ایالات متحد آمریکا بسیار رایج است.
به عقیده برخی رسانه ها این سازمان‌ها را می‌توان به فارسی نوعی شرخر نامید. این نام و اصطلاح بازاری ایرانی در نوع خودش و از نظر کیفیت، سنتی تر و اصیل تر از Bad Bank است و قدمتی بس دراز در سیستم اقتصادی تاریخ ایران دارد.
در جریان بحران جهانی اقتصاد، بسیاری بانک‌ها در خزانه‌های خود ده‌ها میلیارد فقره اوراق بهادار، قرضه، سهام، شرط‌بندی و غیره انبار کرده‌اند که ارزش آن‌ها در مدت زمانی بسیار کوتاه سیر نزولی تقریباً عمودی داشته و در بسیاری موارد به صفر رسیده‌است. به عنوان نمونه می‌توان یک بانک وام مسکن آلمانی بنام هیپو ریل استیت (به آلمانی: Hypo Real Estate) را ذکر کرد که فقط در ۲ ماه گذشته (تاریخ نگارش مقاله: فروردین ۱۳۸۸) بیش از یکصد میلیارد یورو پشتیبانی دولتی دریافت کرده تا ورشکست نشود.
اینگونه موسسات مالی بحران زده اوراق بورسی خاصی را (اکثراً آمریکایی) با منفعت اسمی و وعده‌ای بسیار هنگفت خریداری کرده و انبار کرده‌اند که بیشتر ویژگی قماربازی را دارا هستند و هیچ رابطه‌ای با اوراق سنتی سهام یا اوراق قرضه کلاسیک ندارند. به عنوان مثال: اوراق بورس شرطبندی روی وضعیت اقتصادی رو به نزول یا رو به صعود. این نوع شرطبندی‌های با ریسک بسیار بالا از رایج‌ترین نوع عملیات بورسی هستند و همان‌طور که در اوایل سال ۲۰۰۹ ثابت شد، ارزش مجازی سرسام‌آور این اوراق با فروپاشی بازار املاک و خانه در آمریکا به صفر رسید. از دیگر اشتباهات عمده و کمر شکن بانک‌ها می‌توان نوعی عملیات وام دهی را نام برد که اصولاً در بین بانک‌های معتبر و متین خلاف اقتصادی بزرگی محسوب می‌شود، یعنی وام کوتاه مدت دریافتی خود را به دراز مدت به دیگری وام دادن.
بانک‌های تسویه‌کننده را دولت‌ها و موسسات مالی غیردولتی راه اندازی می‌کنند و وظیفه دارند پس از مطالعات دقیق انواع اوراق بانکی کم ارزش تا بی‌ارزش شده را از بانک‌های کلیدی که شخصیت حیاتی برای مملکت یا شرکت مادر/کارفرما دارند، خریداری کرده و از بازار خارج کنند تا مؤسسه مربوطه بتواند دوباره روی پای خود بایستد. بانک‌های شر خر پرداخت مبالغ مورد طلب بانک‌ها از شرکت‌ها و سازمان‌های ورشکسته را نیز به عهده می‌گیرند ولی بدون اینکه بدهی مؤسسه بدهکار منتفی محسوب گردد. مؤسسه بدهکار یا ورشکسته از این زمان در مقابل بانک شرخر مسئول است. این موسسات کمکی در اغلب موارد یارانه‌های دولتی به صورت نقدی یا ضمانتی دریافت می‌کنند.
جمع این عملیات هدفمند اقتصادی یعنی خریداری ضرر یا «ضرر زدایی» از طریق Bad Bankها می‌بایستی عامل جلب اعتماد مجدد بین بانک‌ها گردد تا این موسسات دوباره و چون گذشته به یکدیگر وام بدهند. این امر بسیار مهم و حیاتی بین بانکی در دوران بحران اقتصاد جهانی سال ۲۰۰۹ به سطح حد اقل بسیار خطرناک و مخربی رسید و عامل راکد شدن پول در بازارها گشته بود.